# Artur Sansoni
Artur Sansoni (* 1886 in Freiberg, Sachsen; † Juni 1971 in Wunsiedel, Oberfranken) war ein italienisch-deutscher Bildhauer.

## Leben
Artur Sansoni kam in Freiberg/Sachsen als ältester Sohn einer Gastarbeiterfamilie auf die Welt, deren Vater aus dem Ort Lundo am Gardasee in Italien nach Deutschland ausgewandert war. In Freiberg arbeitete der Vater als Bergmann und die Familie siedelte nach Eisleben in Sachsen-Anhalt über. Sein Vater verstarb bereits im Alter von 52 Jahren. Fortan musste die Mutter ihre sieben Kindern alleine großziehen. Ihr ältester Sohn Artur half ihr dabei. Nach seiner Volksschulzeit und Kaufmannslehre ging er zur Erlernung der italienischen Sprache zu Verwandten nach Lundo Lomaso. In Mailand, wo er einige Jahre als Schuhverkäufer und Kaufmann tätig war, begann er sich für Kunst zu interessieren und nahm an Kursen der dortigen Volkshochschule bei Professor Ricci teil. Ricci förderte ihn und nahm ihn in sein Atelier auf. 1914 erhielt er den ersten Auftrag von der dortigen deutschen Kolonie, den er wegen des Kriegsbeginns nicht ausführen konnte. Zweimalige Verwundung brachten ihm Glück im Unglück und er konnte sein Studium in der Gewerbeschule München bei Karl Killer fortsetzen. Nach dem Ende des Ersten Weltkriegs setzte er seine Studien an der Akademie der Bildenden Künste in München fort, wo er in die Meisterklasse von Professors Hermann Hahn kam, bei dem er bis 1924 blieb.
1924 heiratete Artur Sansoni Helene Sansoni-Balla. Sie lebten zunächst in Sansonis Münchener Wohnung. Nachdem Artur Sansoni 1925 eine Stelle auf Empfehlung von Hermann Hahn als Direktor der neu zu gründenden Granitbildhauerfachschule in Wunsiedel erhielt, siedelten sie dorthin über. Zu seinen dortigen Schülern gehört u. a. Günter Rossow.
Nach der Neugründung durch Sansoni ging die Schule in städtischen Besitz über. Sie wurde zunächst in dem einstöckigen Gebäude der ehemaligen Fleischbänke am Hinterhaus des Wunsiedler Rathauses, auf dem jetzigen Parkplatz untergebracht. Erst unter Sansonis Nachfolger Konrad Schmidt sollte die Schule einen neuen Bau an der Marktredwitzer Straße in Wunsiedel erhalten.
Während der NS-Zeit war Granit das bevorzugte Material für große Skulpturen und Bauten. Anfänglich hatte Sansoni Schwierigkeiten, entsprachen doch Gestaltung und Formgebung seiner Skulpturen nicht dem neuen Kunst- und Kulturverständnis. Man sah in seinen Skulpturen – gemeint waren vor allem die Augenpartien – einen „nicht-arischen“ bzw. „monogolischen“ Ausdruck. Die Skulpturen Sansonis bildeten jedoch keinen weiteren Angriffspunkt, wurde Sansoni doch 1938 von der Akademie in München aufgefordert, Bewerbungsunterlagen für die Ernennung als Akademie-Professor einzureichen. Da hierfür die Mitgliedschaft in der NSDAP notwendig war, entschloss er sich gegen den Willen seiner Frau, einen Aufnahmeantrag zu stellen. Das Aufnahmeverfahren zog sich hin und mit Kriegsbeginn gab es keine neuen Ernennungen mehr. Nach dem Zweiten Weltkrieg erhielt Sansoni abermals die Aufforderung zur Einreichung von Bewerbungsunterlagen für die Ernennung als Akademie-Professor. Allerdings entpuppte sich nun die Mitgliedschaft in der NSDAP als Hindernis.
Zu seiner Pensionierung 1952 gelang es Sansoni, die Übernahme der Granit-Fachschule durch den Bayerischen Staat zu erreichen. Nach seiner Pensionierung übernahm er die Schriftleitung des „Naturstein“, einer Fachzeitschrift für Steinmetzen und Steinbildhauer, die er bis zu seinem 80. Geburtstag ausübte.
Artur Sansoni starb 85-jährig im Juni 1971 an den Folgen eines auf der Fahrt nach Italien erlittenen Herzinfarktes.
Artur Sansoni war Vater des Chemikers Bruno Sansoni und Großvater des plastischen Künstlers Andreas Sansoni.

## Werk
Artur Sansoni widmete sich in Wunsiedel ganz der Gestaltung des Granits. Der Granit, gemeint ist die Gruppe der Hartgesteine, wie z. B. Porphyr, Syenit, Diabas, Diorit, ist ein schwer zu bearbeitendes Material. Max Escher kommt zu dem Ergebnis, dass nur eine bestimmte künstlerische Veranlagung zur Beschäftigung mit dem Granit führt, ja geradezu zwingt. Eschers Monografie dokumentiert das Gesamtwerk Sansonis und verweist auf sein vielseitiges und beispielhaftes Bildwerk in Form von Figuren, Halbfiguren, Büsten, Statuetten, Reliefs und Flachreliefs, Grabsteinen und Kriegerdenkmäler. Neben dem Granit benutzte Sansoni quasi als Ausgleich und Erholung andere Werkstoffe wie den Wunsiedler Marmor und den Untersberger Marmor, ein einem Kalkstein aus Österreich, sowie Bronze, Ton, Gips und Holz.
Grundsätzlich gibt es zwei Arten der Bildnerei in Hartgestein: einerseits die Entwicklung aus der Kugel und zum anderen diejenige aus dem Block. Für das harte Material des Granits und im Speziellen bei seinen Reliefbildern bevorzugte Sansoni die einfachen und kompakten Formen der alten ägyptischen Kunst. Die Ägypter hatten aus dem Grundsatz der möglichst geringen Zertrümmerung des Blocks das versenkte Relief erfunden. Dabei bleibt die Oberfläche des Steins erhalten und die Figuren werden eingetieft. Dies hat zur Folge, dass sich das Bildwerk harmonisch in die Architektur eingliedern lässt.
Sansoni war auf dem Gebiet der Granitbildhauerei und -bearbeitung ein anerkannter Fachmann, der sich immer in besonderem Maße dem Handwerk verbunden fühlte. Dies wurde auch bei seiner Pensionierung durch die Verleihung des Ehrenobermeistertitels und durch die Verleihung der silbernen Ehrennadel des Deutschen Steinmetz- und Steinhauerhandwerkes in der Frankfurter Paulskirche gewürdigt. Daneben pflegte er Kontakte zur Granitindustrie des Fichtelgebirges.

## Werke im öffentlichen Raum
- Steinrelief
  - Relief am Krankenhaus in Marktredwitz
  - Relief am Altersheim in Marktredwitz
  - Gruppenrelief „Wahrheit“ an der Jean-Paul-Schule in Wunsiedel
  - Pflüger an der Landwirtschaftsschule in Wunsiedel aus Selber Granit
  - Eckplastik an der Sparkasse Wunsiedel aus Waldsteingranit
  - Kriegerdenkmal in Marktschorgast aus Gefreeser Granit
  - Totengedächtnismal in der Stadtkirche Helmbrechts
  - Hauszeichen für die Apotheke in Tirschenreuth

- Steinplastik
  - Mutter und Kind für das Zentralschulhaus aus Kösseinegranit
  - Madonna (ca. 1,65 m hoch) aus grünem Porphyr
  - Dreilebensalter an der Jean-Paul-Schule in Wunsiedel
  - Bergmann und Frau
  - Kriegerdenkmal in Neukirchen beim Heiligen Blut bei Regensburg in Kösseine-Granit
  - Kriegerdenkmal in Kemnath
  - Porträtplastik von Christian Ponader in Untersberger Marmor
  - Porträt von Andreas Reul Sen., Pionier der Granitindustrie in grünem Porphyr
  - Porträt Erdgeboren aus grünem Porphyr
  - Plastik für die Sparkasse in Arzberg in Oberfranken

- Bronze
  - Hermes für ein Hochhaus in Hamburg
  - Porträt des Herrn P.

- Holz
  - Sommer aus Lindenholz
  - Schauspielmasken aus Lindenholz
  - Relief an Ambo und Betbank
  - Relief Wassermann

## Ausstellungen
Das Fichtelgebirgsmuseum in Wunsiedel präsentiert im Rahmen seiner Ausstellung über zeitgenössische Kunst das oben abgebildete Gipsmodell einer in Bronze gegossenen Büste.